# Torre dell’Orologio (Terranova Sappo Minulio)

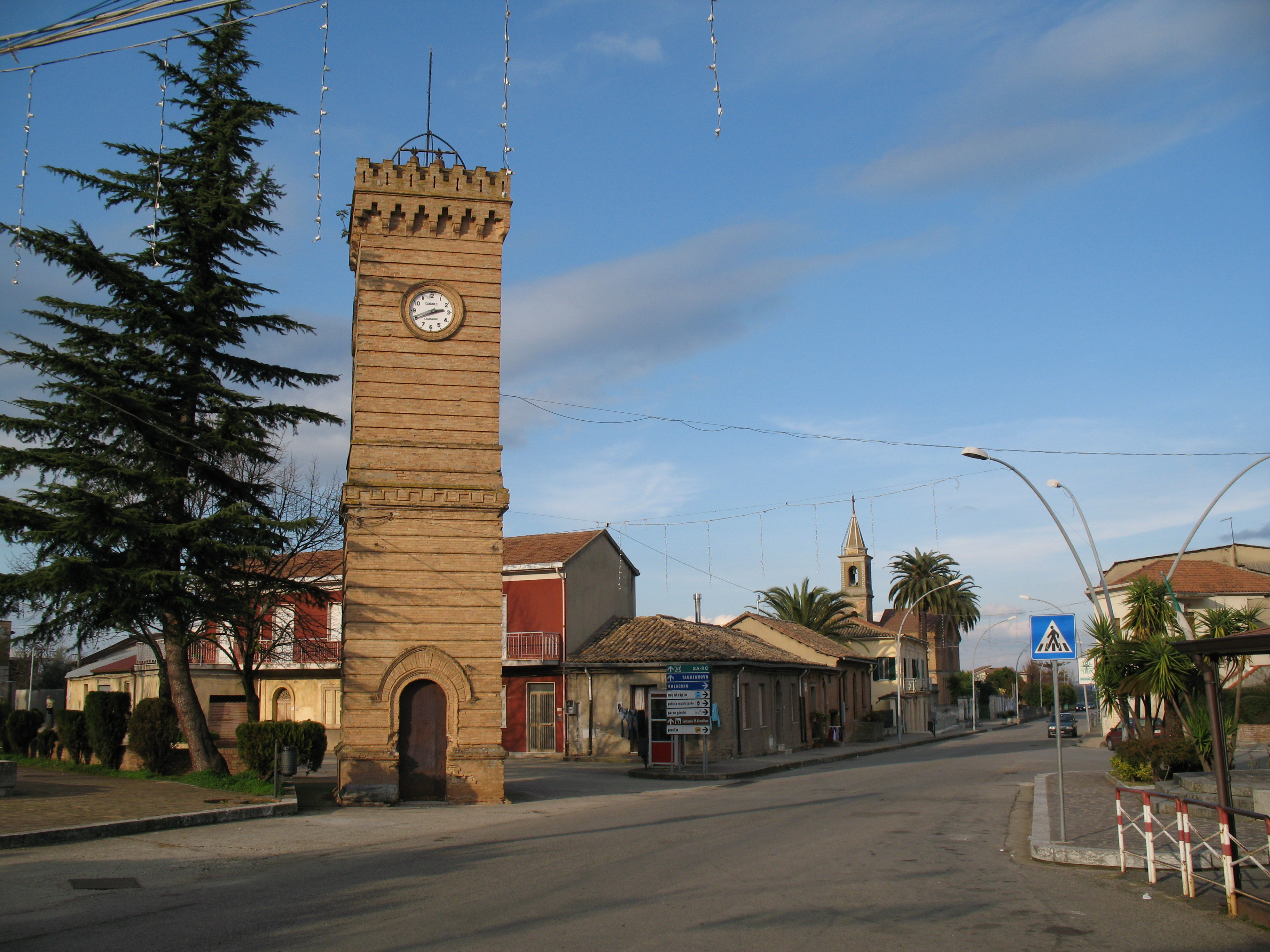
Torre dell’Orologio in Terranova Sappo Minulio

Die Torre dell’Orologio ist ein Uhrenturm aus den 1900er-Jahren in Terranova Sappo Minulio in der italienischen Region Kalabrien. Er befindet sich an der Piazza  XXIV Maggio (früher Largo Convento und dann, nach dem Tod des Fürsten von Aosta, Largo Principe Amadeo); seine Hauptfassade zeigt in Richtung des Corso Roma, der Hauptstraße des Ortes. Das Gebäude ist in Sichtmauerwerk erstellt, das in der alten und renommierten „Ceramediu“ (Ziegelfabrik) des Ortes hergestellt wurde. Der Turm wurde vom Geometer Antonio Pellicano Loschiavo aus Radicena (alter Name eines der beiden Ortszentren – das andere ist Jatrinoli -, aus denen das heutige Taurianova entstand: Von 1928 bis 1946 war in der „Makrokommune“ Taurianova auch Terranova Sappo Minulio enthalten).
Es ist wahrscheinlich, dass die Existenz einer Ziegelfabrik im Dorf die Wahl der Architektur des Projektanten beeinflusst hat, insbesondere, was den Einsatz der Baumaterialien angeht.

## Geschichte und Beschreibung
Der Turm wurde 1902 fertiggestellt und eingeweiht, nachdem umfangreiche Arbeiten der Rekultivierung, Konsolidierung und Einebnung des umgebenden Geländes durchgeführt worden waren. Die Firma, die ihn baute, war die des „Leiters der Kunst“ ‚‚Vito Mezzatesta‘‘, der vermutlich ursprünglich aus Molochio stammte. Testingenieur war Antonio Demaria aus Palmi.
Auf einer der Seiten des Turms findet sich ein steinernes Halbrelief im Jugendstil zu Ehren der Gefallenen des Ersten Weltkrieges, ein Werk des Bildhauers Ermanno Germanò, der in Rom in der Werkstatt von Ettore Ximenes und Mario Rutelli gearbeitet hatte.
Die Wahl der Gegend, in der der Uhrenturm von Terranova Sappo Minulio errichtet werden sollte, war stark umstritten, auch wegen der Schwierigkeiten beim Erwerb des Grundstücks, auf dem er stehen sollte: In einem ersten Projekt sollte der Turm dementsprechend am Ende des Corso Roma gebaut werden (direkt auf der gegenüberliegenden Seite der Stelle, an der er sich heute befindet), im erhöhten Teil; später fiel die Wahl auf die Piazza Duomo (die heutige Piazza Cesare Battisti), neben der Kirche Maria Santissima Assunta auf der Seite des Glockenturms. Schließlich siegte der Wille, ihn auf dem heutigen Grundstück zu errichten, direkt an der Provinzstraße 1 von Taurinova nach Santa Cristina d’Aspromonte, unweit der Kirche des Heiligsten Kreuzes.

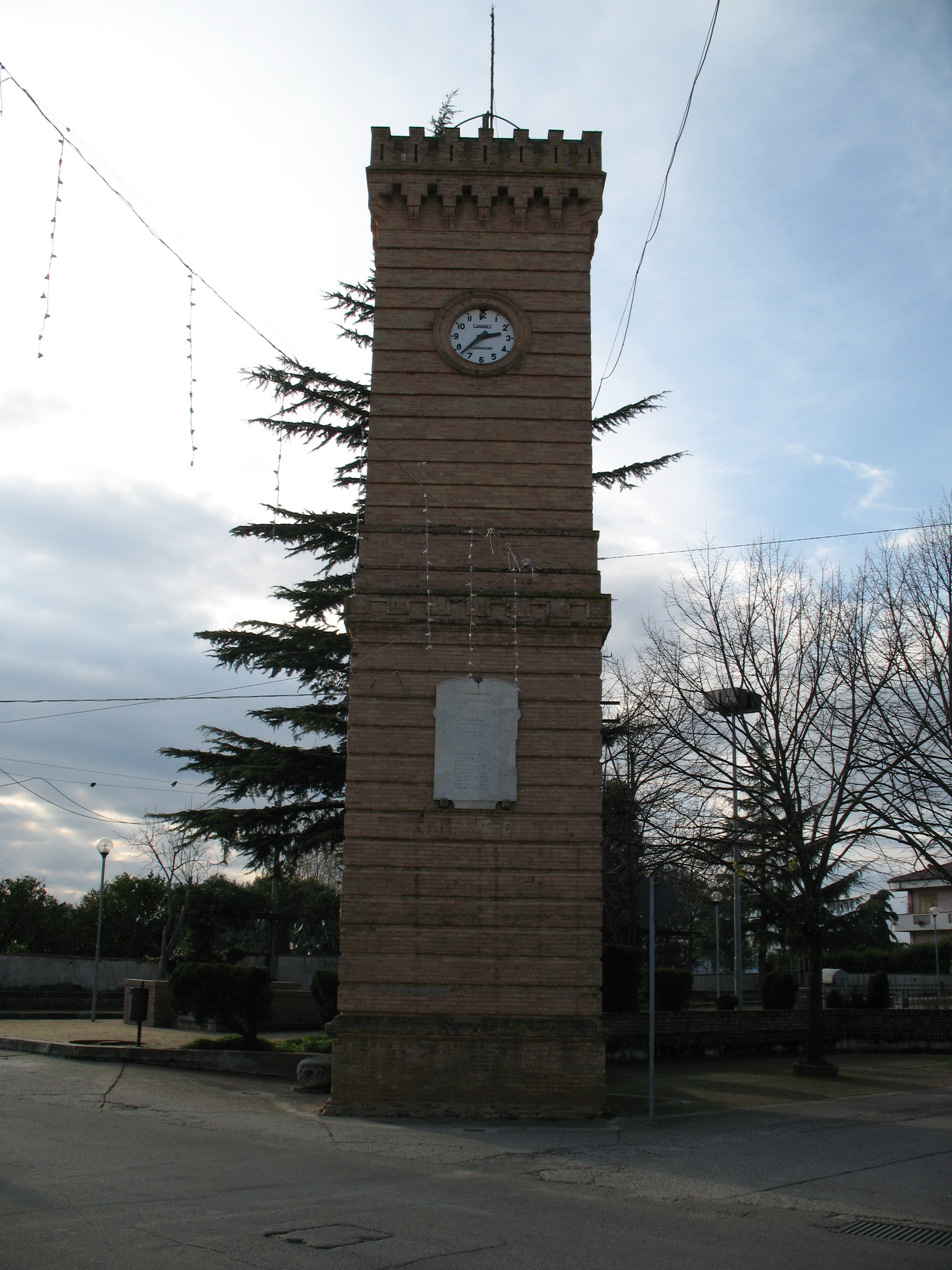
Andere Seite des Uhrenturms

Der Uhrenturm wurde auf Betreiben der Gemeindeverwaltung unter der Führung des Bürgermeisters Antonio Cento di Carmelo erbaut. Er wurde mit einem Uhrenmechanismus ausgerüstet, den eine bekannte, einschlägige Spezialfabrik aus Lagonegro fertigte.
Die Glocken zur Anzeige der Stunden wurden etwa ein halbes Jahrhundert später im Auftrag der Gemeindeverwaltung unter der Führung des Bürgermeisters Raffaele Germanò beschafft.
In den kleinen, landwirtschaftlich geprägten Zentren des Südens entsprach der Bau eines Uhrenturms nicht nur architektonisch-ästhetischen oder städtebaulichen Zwecken, sondern sie erfüllte Ende des 19. und Anfang des 20. Jahrhunderts eher praktische Notwendigkeiten (z. B. die Verteilung der Abflüsse des „öffentlichen Brunnens“, die Anzeige der Zeiten des Arbeitstages auf den Feldern usw.).
Der Uhrenturm von Terranova Sappo Minulio „wird (...) die Funktion eines egalisierenden ‚sozialen Elementes‘ annehmen, ‚sichtbar‘, die mittelhohe und hohe (...) und die umgebende Zone vereinigen, die gesellschaftlich weniger entwickelt und noch nicht durch den Ausbau der Verbindungsstraßen mit den Nachbargemeinden aufgewertet ist (...)“, wie Agostino Formica in seinem Werk „Storia di Terranova Sappo Minulio. Società, economia, politica: 1920–1928. La sommossa popolare del 1921. L’affaire Taurianova“ schreibt.